# Villameriel
Villameriel is een gemeente in de Spaanse provincie Palencia in de regio Castilië en León met een oppervlakte van 53,16 km². Villameriel telt 126 inwoners (1 januari 2016).

## Demografische ontwikkeling

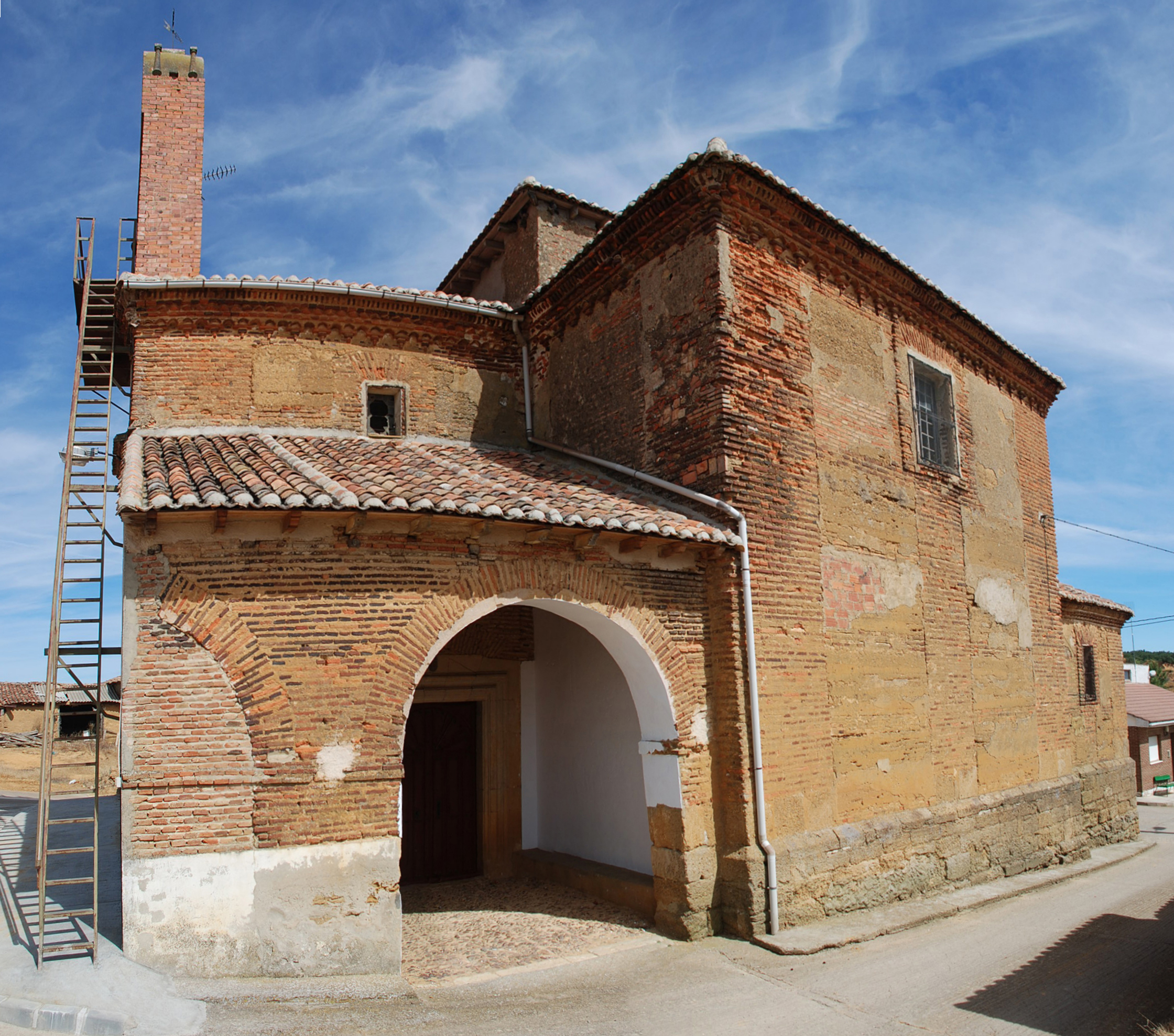

Bron: INE, 1857-2011: volkstellingen
Opm.: In 1857 werden de gemeenten Cembrero, San Martín del Monte, Santa Cruz del Monte en Villorquite de Boedo aangehecht